# Campionat d'Europa de bàsquet masculí de 1946
L'edició IV del Campionat d'Europa de bàsquet masculí se celebrà a Suïssa del 30 d'abril al 4 de maig del 1946 a la ciutat de Ginebra. El campionat comptà amb la participació de 10 seleccions nacionals.

## Grups
Els 10 equips participants foren dividits en tres grups de la forma següent:
| Grup A    | Grup B        | Grup C         |
| --------- | ------------- | -------------- |
| Itàlia    | Regne Unit    | Bèlgica        |
| Luxemburg | França        | Suïssa         |
| Polònia   | Països Baixos | Txecoslovàquia |
| Hongria   |               |                |

## Primera fase

### Grup A
| Equip     | J | G | P | T+  | T-  | DT   | PTS |
| --------- | - | - | - | --- | --- | ---- | --- |
| Itàlia    | 3 | 3 | 0 | 152 | 71  | +81  | 6   |
| Hongria   | 3 | 2 | 1 | 113 | 70  | +43  | 5   |
| Polònia   | 3 | 1 | 2 | 91  | 102 | -11  | 4   |
| Luxemburg | 3 | 0 | 3 | 53  | 166 | -113 | 3   |

#### Resultats[2]
| Data     | Partit    | Partit | Partit    | Resultat |
| -------- | --------- | ------ | --------- | -------- |
| 30.04.46 | Polònia   | -      | Luxemburg | 45-28    |
| 30.04.46 | Itàlia    | -      | Hongria   | 39-31    |
| 01.05.46 | Luxemburg | -      | Hongria   | 10-48    |
| 01.05.46 | Polònia   | -      | Itàlia    | 25-40    |
| 02.05.46 | Itàlia    | -      | Luxemburg | 73-15    |
| 02.05.46 | Polònia   | -      | Hongria   | 21-34    |

### Grup B
| Equip         | J | G | P | T+  | T-  | DT  | PTS |
| ------------- | - | - | - | --- | --- | --- | --- |
| França        | 2 | 2 | 0 | 112 | 29  | +83 | 4   |
| Països Baixos | 2 | 1 | 1 | 66  | 74  | -8  | 3   |
| Regne Unit    | 2 | 0 | 2 | 38  | 113 | -75 | 2   |

#### Resultats
| Data     | Partit     | Partit | Partit        | Resultat |
| -------- | ---------- | ------ | ------------- | -------- |
| 30.04.46 | Regne Unit | -      | Països Baixos | 27-48    |
| 01.05.46 | Regne Unit | -      | França        | 11-65    |
| 02.05.46 | França     | -      | Països Baixos | 47-18    |

### Grup C
| Equip          | J | G | P | T+ | T- | DT  | PTS |
| -------------- | - | - | - | -- | -- | --- | --- |
| Txecoslovàquia | 2 | 2 | 0 | 58 | 50 | +8  | 4   |
| Suïssa         | 2 | 1 | 1 | 50 | 43 | +7  | 3   |
| Bèlgica        | 2 | 0 | 2 | 56 | 71 | -15 | 2   |

#### Resultats
| Data     | Partit         | Partit | Partit         | Resultat |
| -------- | -------------- | ------ | -------------- | -------- |
| 30.04.46 | Txecoslovàquia | -      | Suïssa         | 20-17    |
| 01.05.46 | Bèlgica        | -      | Suïssa         | 23-33    |
| 02.05.46 | Bèlgica        | -      | Txecoslovàquia | 33-38    |

## Fase final

### Eliminatòries del 1r al 4t lloc
|  | Semifinals     | Semifinals     |    |           | Final       | Final |
|  |                |                |    |           |             |       |
|  | 3 de maig      |                |    |           |             |       |
|  | Itàlia         | 37             |    |           |             |       |
|  | França         | 25             |    |           |             |       |
|  |                |                |    |           |             |       |
|  |                |                |    |           | 4 de maig   |       |
|  |                |                |    |           | Itàlia      | 32    |
|  |                | Txecoslovàquia | 34 |           |             |       |
|  |                |                |    |           |             |       |
|  |                |                |    |           |             |       |
|  |                |                |    |           | Tercer lloc |       |
|  | 3 de maig      | 3 de maig      |    | 4 de maig | 4 de maig   |       |
|  | Txecoslovàquia | 42             |    | França    | 32          |       |
|  | Hongria        | 28             |    |           | Hongria     | 38    |

### Partit pel 5è lloc
| Data     | Partit        | Partit | Partit | Resultat |
| -------- | ------------- | ------ | ------ | -------- |
| 04.05.46 | Països Baixos | -      | Suïssa | 25-36    |

### Eliminatòries del 7è al 10è lloc
|  | Semifinals | Semifinals |    |           | Final       | Final |
|  |            |            |    |           |             |       |
|  | 3 de maig  |            |    |           |             |       |
|  | Polònia    | 22         |    |           |             |       |
|  | Bèlgica    | 39         |    |           |             |       |
|  |            |            |    |           |             |       |
|  |            |            |    |           | 4 de maig   |       |
|  |            |            |    |           | Bèlgica     | 42    |
|  |            | Luxemburg  | 11 |           |             |       |
|  |            |            |    |           |             |       |
|  |            |            |    |           |             |       |
|  |            |            |    |           | Tercer lloc |       |
|  | 3 de maig  | 3 de maig  |    | 4 de maig | 4 de maig   |       |
|  | Luxemburg  | 50         |    | Polònia   | 50          |       |
|  | Regne Unit | 27         |    |           | Regne Unit  | 22    |

## Medaller
|                |        |         |
| Txecoslovàquia | Itàlia | Hongria |

## Classificació final[3]
| 1. - Txecoslovàquia |
| 2. - Itàlia         |
| 3. - Hongria        |
| 4. - França         |
| 5. - Suïssa         |
| 6. - Països Baixos  |
| 7. - Bèlgica        |
| 8. - Luxemburg      |
| 9. - Polònia        |
| 10. - Regne Unit    |

## Trofeus individuals

### Millor jugador (MVP)[4]
| MVP          |
| Franz Nemeth |

### Màxims anotadors del campionat
|   | Jugador          | Punts per partit | Punts | Partits jugats |
| - | ---------------- | ---------------- | ----- | -------------- |
| 1 | Pawel Stok       | 12,4             | 62    | 5              |
| 2 | Jean Duperray    | 12,3             | 37    | 3              |
| 3 | Ferenc Nemeth    | 11,8             | 59    | 5              |
| 4 | Sergio Stefanini | 11,3             | 45    | 4              |
| 5 | Henri Hermans    | 9,5              | 38    | 4              |

## Plantilla dels 4 primers classificats
Medalla d'or: Txecoslovàquia Ivan Mrázek, Miloš Bobocký, Jiří Drvota, Josef Ezr, Gustav Hermann, Jan Hluchy, Josef Křepela, Pavel Nerad, Ladislav Simácek, František Stibitz, Josef Toms, Ladislav Trpkoš, Emil Velenský, Miroslav Vondráček (Entrenador: Frantisek Hajek)
Medalla d'argent: Itàlia Cesare Rubini, Giuseppe Stefanini, Sergio Stefanini, Albino Bocciai, Mario Cattarini, Marcello de Nardus, Armando Fagarazzi, Giancarlo Marinelli, Valentino Pellarini, Tullio Pitacco, Venzo Vannini
Medalla de bronze: Hongria Ferenc Nemeth, Geza Bajari, Antal Bankuti, Geza Kardos, Laszlo Kiralyhidi, Tibor Mezőfi, György Nagy, Geza Racz, Ede Vadaszi, Ferenc Velkei (Entrenador: Istvan Kiraly)
Quart lloc: França Robert Busnel, André Buffière, Etienne Roland, Paul Chaumont, René Chocat, Jean Duperray, Emile Frezot, Maurice Girardot, Andre Goeuriot, Henri Lesmayoux, Jacques Perrier, Lucien Rebuffic, Justy Specker, Andre Tartary (Entrenador: Paul Geist)